# Carlos Ambrosius
Carlos Ambrosius, né le 24 novembre 1998 à Kolkwitz, est un coureur cycliste allemand. Il participe à des compétitions sur route et sur piste.

## Palmarès sur route
- 2016
  - 1rea étape de la Coupe du Président de la Ville de Grudziądz (contre-la-montre par équipes)
- 2017
  - 3e du championnat d'Allemagne du contre-la-montre par équipes

## Classements mondiaux
| Année           | 2017   |
| --------------- | ------ |
| UCI Europe Tour | 1 352e |

## Palmarès sur piste

### Championnats d'Allemagne
- 2015
  -  Champion d'Allemagne de poursuite par équipes juniors (avec Richard Banusch, Bastian Flicke et Max Kanter)
- 2016
  -  Champion d'Allemagne de poursuite par équipes juniors (avec Richard Banusch, Bastian Flicke et Juri Hollmann)